# Шинден-зукури
Шинден-зукури (寝殿造) – стил јапанског врта из Хеиан епохе (794—1185) где је врт са предње стране зграде, (јужна страна). Део вртног стила била је вода која тече кроз вештачка корита која се на крају просипа у језера са острвцима. Два дуга крила главног објекта била су усмерена ка југу, као краци слова П, са вртом између. Вртом доминира једно или више језера повезаних кривудавим потоцима са мостовима, а близу језера је велика површина покривену белим песком или шљунком, представом чистоће где су призивани богови. Начин градње описан је у запису о градњи вртова – Сакутеики.